# Campeonato Mundial de Ginástica Artística de 1979
O XX Campeonato Mundial de Ginástica Artística transcorreu entre os dias 3 e 9 de dezembro de 1979, na cidade de Fort Worth, Estados Unidos. 
Esta edição é a primeira a ser realizada fora do continente europeu. Ficou estabelecido em novembro de 1977, no 55º Congresso da Federação Internacional de Ginástica, que esta edição seria considerada como um pré-olímpica, ou seja, uma seletiva internacional. Também foi decidido que as doze primeiras colocadas nas provas por equipes se classificariam para os Jogos Olímpicos de Verão de 1980.

## Eventos
- Individual geral masculino
- Equipes masculino
- Solo masculino
- Barra fixa
- Barras paralelas
- Cavalo com alças
- Argolas
- Salto sobre a mesa masculino
- Individual geral feminino
- Equipes feminino
- Trave
- Solo feminino
- Barras assimétricas
- Salto sobre a mesa feminino

## Medalhistas
Masculino
| Evento           | Ouro | Prata | Bronze |
| Equipes          | Alexander Dityatin · Alexander Tkachev · Vladimir Markelov · Nikolai Andrianov · Bogdan Makuts · Artur Akopyan · União Soviética · (587,500) | Hiroshi Kajiyama · Eizo Kenmotsu · Koji Gushiken · Toshiomi Nishikii · Nobuyuki Kajitani · Shigeru Kasamatsu · Japão · (583,700) | Kurt Thomas · Bart Conner · Jim Hartung · Larry Gerard · Tim LaFleur · Peter Vidmar · Estados Unidos · (581,150) |
| Individual geral | Alexander Dityatin · União Soviética · (118,250)                                                                                             | Kurt Thomas · Estados Unidos · (117,975)                                                                                         | Alexander Tkachev · União Soviética · (117,775)                                                                  |
| Salto            | Alexander Dityatin · União Soviética · (19,725)                                                                                              | Nikolai Andrianov · União Soviética · (19,700)                                                                                   | Ralph Baerthel · Alemanha Oriental · Bart Conner · Estados Unidos · (19,675)                                     |
| Solo             | Roland Bruckner · Alemanha Oriental · Kurt Thomas · Estados Unidos · (19,800)                                                                | nenhum | Alexander Tkachev · União Soviética · (19,775)                                                                   |
| Cavalo com alças | Zoltan Magyar · Hungria · (19,825) | Kurt Thomas · Estados Unidos · (19,725)                                                                                          | Koji Gushiken · Japão · (19,600)                                                                                 |
| Barras paralelas | Bart Conner · Estados Unidos · (19,725) | Kurt Thomas · Estados Unidos · Alexander Tkachev · União Soviética · (19,700)                                                    | nenhum |
| Argolas          | Alexander Dityatin · União Soviética · (19,800)                                                                                              | Danut Grecu · Roménia · (19,700)                                                                                                 | Alexander Tkachev · União Soviética · (19,675)                                                                   |
| Barra fixa       | Kurt Thomas · Estados Unidos · (19,775) | Alexander Tkachev · União Soviética · (19,750)                                                                                   | Alexander Dityatin · União Soviética · (19,675)                                                                  |

Feminino
| Evento              | Ouro | Prata | Bronze |
| Equipes             | Nadia Comaneci · Rodica Dunca · Emilia Eberle · Melita Ruhn · Dumitriţa Turner · Marilena Vladarau · Roménia · (389,550) | Maria Filatova · Nellie Kim · Elena Naimushina · Natalia Shaposhnikova · Natalia Tereschenko · Stella Zakharova · União Soviética · (388,725) | Maxi Gnauck · Regina Grabolle · Silvia Hindorff · Steffi Kräker · Katharina Rensch · Karola Sube · Alemanha Oriental · (388,075) |
| Individual geral    | Nellie Kim · União Soviética · (78,650)                                                                                  | Maxi Gnauck · Alemanha Oriental · (78,375) | Melita Ruhn · Roménia · (77,325)                                                                                                 |
| Salto               | Dumitriţa Turner · Roménia · (19,775)                                                                                    | Stella Zakharova · União Soviética · (19,700)                                                                                                 | Steffi Kräker · Alemanha Oriental · Nellie Kim · União Soviética · (19,675)                                                      |
| Solo                | Emilia Eberle · Roménia · (19,800)                                                                                       | Nellie Kim · União Soviética · (19,775) | Melita Ruhn · Roménia · (19,725)                                                                                                 |
| Trave               | Vera Cerna · Tchecoslováquia · (19,800)                                                                                  | Nellie Kim · União Soviética · (19,625) | Regina Grabolle · Alemanha Oriental · (19,575)                                                                                   |
| Barras assimétricas | Maxi Gnauck · Alemanha Oriental · Ma Yanhong · China · (19,825)                                                          | nenhum | Emilia Eberle · Roménia · (19,750)                                                                                               |

## Quadro de medalhas
| Ordem | País              | Medalha de ouro | Medalha de prata | Medalha de bronze |    |
| ----- | ----------------- | --------------- | ---------------- | ----------------- | -- |
| 1     | União Soviética   | 5               | 6                | 6                 | 17 |
| 2     | Estados Unidos    | 3               | 4                | 2                 | 9  |
| 3     | Roménia           | 3               | 1                | 3                 | 7  |
| 4     | Alemanha Oriental | 2               | 1                | 4                 | 7  |
| 5     | China             | 1               |                  |                   | 1  |
| 5     | Hungria           | 1               |                  |                   | 1  |
| 5     | Checoslováquia    | 1               |                  |                   | 1  |
| 8     | Japão             |                 | 1                | 1                 | 2  |
| TOTAL | TOTAL             | 16              | 13               | 16                | 45 |